# تيودورو لونيا
تيودورو لونيا (بالإسبانية: Teodoro Luña)‏ هو لاعب كرة قدم بيروفي في مركز الدفاع، ولد في 29 أكتوبر 1938 في ليما في بيرو.

## وصلات خارجية
- تيودورو لونيا على موقع أوليمبيديا (الإنجليزية)